# یواس‌اس فنترس (ای‌کی-۱۸۰)
یواس‌اس فنترس (ای‌کی-۱۸۰) (به انگلیسی: USS Fentress (AK-180)) یک کشتی بود که طول آن 388' 8" بود. این کشتی در سال ۱۹۴۵ ساخته شد.